# وان اوکی راک
وان اوکی راک (انگلیسی: One Ok Rock) نام یک گروه موسیقی معروف ژاپنی در سبک راک است که در سال ۲۰۰۵ در توکیو تشکیل شد. اعضای آن تاکاهیرو موریچی (خواننده)، تورو یاماشیتا (گیتار)، ریوتا کاهاما (گیتار بیس) و تومویا کانکی (درامز) است.